# Nawiązania w muzyce do zamachów z 11 września 2001 roku
Lista zawierająca nawiązania w muzyce do zamachów z 11 września 2001 roku.
| Artysta                                | Piosenka                                                  | Album                                     | Uwagi |
| -------------------------------------- | --------------------------------------------------------- | ----------------------------------------- | --- |
| Trace Adkins                           | „Welcome to Hell”                                         |                                           | |
| Ryan Adams                             | „My Blue Manhattan”                                       |                                           | |
| Lily Allen                             | „Him”                                                     | It’s Not Me, It’s You (2009)              | |
| Tori Amos                              | „I Can't See New York”                                    | Scarlet’s Walk (2002)                     | |
| Amps for Christ                        | „AFC Tower Song”                                          |                                           | |
| Apollo Votary                          | „O.M.F.G.”                                                |                                           | |
| Autopilot Off                          | „The 12th Day”                                            |                                           | |
| Jo Ann Biviano                         | „I'll Always Remember”                                    |                                           | |
| The Black Eyed Peas                    | „Where Is the Love?”                                      | Elephunk (2003)                           | |
| Black 47                               | „Mychal”                                                  | New York Town (2004)                      | Utwór jest poświęcony księdzu rzymskokatolickiemu Mychal Judge (kapelan FDNY), który zginął w zamachu. |
| Bloc Party                             | „Hunting for Witches”                                     | A Weekend in the City (2007)              | |
| Blue Man Group                         | „Exhibit 13”                                              | The Complex (2003)                        | |
| Bon Jovi                               | „Undivided”                                               | Misunderstood (2002)                      | |
| Sorrow Machine                         | „On the 90”                                               |                                           | |
| Box Car Racer                          | „Watch the World”                                         | Boxcar Racer – Boxcar Racer (2002)        | |
| Box Car Racer                          | „Elevator”                                                | Boxcar Racer – Boxcar Racer (2002)        | |
| Camel                                  | „For Today”                                               | A Nod and a Wink (2002)                   | |
| The Charlie Daniels Band               | „This Ain't No Rag, It's a Flag”                          |                                           | |
| Leonard Cohen                          | „On that Day”                                             | Dear Heather (2004)                       | |
| Cradle of Filth                        | „The foetus of a new day kicking”                         | Thornography (2006)                       | |
| The Cranberries                        | „New New York”                                            | Stars: The Best of 1992–2002 (2002)       | |
| Bo Diddley                             | „We Ain't Scared of You” (alias „My Eagle Is Pissed”)     |                                           | |
| Ani DiFranco                           | „Self-Evident”                                            | So Much Shouting, So Much Laughter (2002) | |
| Disturbed                              | „Prayer”                                                  | Believe (2002)                            | |
| DJ Sammy                               | „Heaven” (9/11 Remix)                                     | (2002)                                    | Jest to cover utworu „Heaven” Bryana Adamsa. |
| Dream Theater                          |                                                           | Live Scenes from New York (2001)          | Premierę tego albumu koncertowego grupy ustalono pierwotnie na 11 września 2001. Paradoksalnie tytuł płyty „odnosił się” w sposób niezamierzony do wydarzeń z tego dnia (pol. dosł. „Sceny na żywo z Nowego Jorku”) i nabrał drugiego znaczenia. Na domiar złego okładka przedstawiała miasto w płomieniach – z wieżowcami World Trade Center i Statuą Wolności na pierwszym planie. Po zamachu płyta została wycofana ze sklepów (muzycy osobiście odbierali egzemplarze ze sklepów) i powróciła do sprzedaży kilka dni później ze zmienioną okładką. |
| Dream Theater                          | „Sacrificed Sons”                                         | Octavarium (2005)                         | Utwór stanowił dedykację dla ratowników, którzy zginęli podczas zamachu i po nim. |
| Eagles                                 | „Hole in the World”                                       | The Very Best of Eagles (2003)            | |
| Emilie Autumn                          | „By the Sword”                                            | By the Sword (2001)                       | |
| Melissa Etheridge                      | „Tuesday Morning”                                         | Lucky (2004)                              | |
| Linda Eder                             | „If I Had My Way” & „If I Should Loose My Way”            |                                           | |
| Evanescence                            | „My Last Breath”                                          | Fallen (2003)                             | |
| Everclear                              | „The New York Times”                                      | Slow Motion Daydream (2003)               | |
| Sage Francis                           | „Makeshift Patriot”                                       |                                           | |
| Good Charlotte feat. Mest & Goldfinger | „The Innocent”                                            |                                           | |
| Gorillaz feat. D12 & Terry Hall        | „911”                                                     |                                           | |
| Amy Grant                              | „I Don't Know Why”                                        | Simple Things (2003)                      | |
| Juliana Hatfield                       | „Hole in the Sky”                                         |                                           | |
| Hunter                                 | „Krzyk Kamieni”                                           | T.E.L.I... (2005)                         | |
| Iced Earth                             | „When the Eagle Cries”                                    | The Glorious Burden (2004)                | |
| Immortal Technique                     | „The Cause of Death”                                      | Revolutionary Vol. 2                      | |
| Immortal Technique                     | „Bin Laden”                                               | (2004)                                    | |
| Alan Jackson                           | „Where Were You (When the World Stopped Turning)”         |                                           | |
| Michael Jackson                        | „What More Can I Give”                                    | (2003)                                    | |
| James                                  | „Hey Ma”                                                  | Hey Ma (2008)                             | |
| Jay-Z and Alicia Keys                  | „Empire State of Mind”                                    | The Blueprint 3 (2009)                    | |
| Jon Bon Jovi & Richie Sambora          | „America The Beautiful”                                   | (2001)                                    | Muzycy zadedykowali utwór wszystkim ofiarom zamachów terrorystycznych na Stany Zjednoczone. Udostępniono go w październiku 2001. |
| Toby Keith                             | „Courtesy of the Red, White, & Blue (The Angry American)” |                                           | |
| Killswitch Engage                      | „Life to Lifeless”                                        | Alive or Just Breathing (2002)            | Utwór został zainspirowany wydarzeniami z 11 września. Autor tekstu Jesse Leach uznał go za sposób na osobiste poradzenie sobie z tym wydarzeniem. |
| Mark Knopfler & Emmylou Harris         | „If this is goodbye”                                      | All the Roadrunning (2006)                | |
| Kokomo Joe                             | „Spirit of Flight 93”                                     |                                           | |
| James LaBrie                           | „Smashed”                                                 | Elements of Persuasion (2005)             | |
| Live                                   | „Overcome”                                                |                                           | Hołd dla ratowników. |
| Machine Head                           | „Crashing Around You”                                     | Supercharger (2001)                       | |
| Paul McCartney                         | „Freedom”                                                 | Driving Rain (2001)                       | |
| Mezo                                   | „Spirala nienawiści”                                      | Mezoteryka (2003)                         | Nawiązania do terroryzmu oraz słowa: „[...]Pamiętamy Nowy Jork,[...]” (Powstała również angielska wersja utworu pt. „Spiral Of Hate”) |
| Ministry                               | „Lieslieslies”                                            | Rio Grande Blood (2006)                   | |
| Misia feat. Erykah Badu                | „Akai Inochi” (Red Destiny)                               | (2003)                                    | |
| Sinéad O’Connor feat. Moby             | „Harbour”                                                 | Collaborations (2005)                     | |
| My Chemical Romance                    | „Skylines and Turnstiles”                                 | Skylines and Turnstiles (2001)            | Jest to pierwsza piosenka tego zespołu. Grupę założył właśnie po tym zamachu wokalista Gerard Way, który na własne oczy widział to wydarzenie. |
| No Use for a Name                      | „Insecurity Alert”                                        | Hard Rock Bottom (2002)                   | |
| Office of Strategic Influence (OSI)    |                                                           | Office of Strategic Influence (2002)      | Nazwę grupy zaczerpnięto od krótko istniejącego biura rządowego w Stanach Zjednoczonych, powstałego po zamachu, utworzonego celem pospiesznego wspierania propagandy sprzyjającej USA zarówno w amerykańskich jak i zagranicznych mediach. Także utwory na pierwszym albumie zawierają odniesienia do wydarzeń związanych z zamachem. |
| Petey Pablo                            | „Raise Up”                                                | Diary of a Sinner: 1st Entry (2001)       | |
| Paris                                  | „What Would You Do?”                                      |                                           | |
| Tom Paxton                             | „The Bravest”                                             |                                           | |
| Porcupine Tree                         | „Collapse the Light into Earth”                           | In Absentia (2002)                        | |
| Renaud Séchan and Axelle Red           | „Manhattan-Kaboul”                                        | Boucan d’Enfer (2002)                     | |
| Steve Reich                            | „WTC 9/11”                                                | WTC 9/11 (2009–2010)                      | |
| Rush                                   | „Peacable Kingdom”                                        | Vapor Trails (2002)                       | |
| Scarling.                              | „Alexander the Burn Victim”                               |                                           | |
| Slayer                                 | „Jihad”                                                   | Christ Illusion (2006)                    | |
| Soulfly                                | „9-11-01”                                                 | ॐ (2002)                                  | Jest to zawarta na płycie jedna minuty ciszy poświęcona ofiarom zamachu stanowiąca odrębny utwór. |
| Soulfly                                | „Call to Arms”                                            | ॐ (2002)                                  | |
| Bruce Springsteen                      | „Into the Fire”                                           | The Rising                                | |
| Bruce Springsteen                      | „Empty Sky”                                               | The Rising                                | |
| Bruce Springsteen                      | „The Fuse''                                               | The Rising                                | |
| Bruce Springsteen                      | „Mary’s Place"                                            | The Rising                                | |
| Bruce Springsteen                      | „Paradise"                                                | The Rising                                | |
| Bruce Springsteen                      | „The Rising”                                              | The Rising                                | |
| Bruce Springsteen                      | „You're Missing”                                          | The Rising                                | |
| Alexander Stein                        | „Nine Eleven Panic”                                       | Nine Eleven Panic (2011)                  | |
| Sweet Noise                            | „Ostatni Dzień”                                           | Czas ludzi cienia (2002)                  | Tekst utworu napisał wokalista Piotr „Glaca” Mohamed w kilka dni po 11 września 2001 |
| Sworn Enemy                            | „Sworn Enemy”                                             | As Real As It Gets (2003)                 | Tekst utworu zawiera słowa bezpośrednio odnoszące się do zamachu m.in.: ang. „The screams, the horror, the tragedy of 9/11” (pol. „Krzyki, horror, tragedia 11 września”). |
| Sting                                  |                                                           | …All This Time(2001)                      | Nagranie albumu zaplanowano na 11 września 2001. Po informacji o dokonananym zamachu początkowo koncert zamierzano odwołać, jednak ostatecznie odbył się i został zadedykowany ofiarom tragedii. |
| Tactical Sekt                          | „American Me”                                             | Syncope (2006)                            | |
| Testament                              | „The Evil Has Landed”                                     | The Formation of Damnation (2008)         | Tekst utworu zawiera słowa: ang. „The towers got hit, a steel bird with wings of destruction” (pol. „Uderzył w wieże, stalowy ptak skrzydłami zniszczenia”). |
| The Empire Shall Fall                  | „Choir of Angels”                                         | Awaken (2009)                             | Tekst utworu bezpośrednio nawiązuje do zamachu i wymienia m.in. liczbę ofiar zamachu: ang. „On that September morning, all that we see, a terrorist attack against our liberty. (...) Fire in the sky. Almost 3000 died on that mournful September morning” (pol. „W ten wrześniowy poranek, to co widzieliśmy, atak terrorystyczny na naszą wolność. (...) Ogień na niebie. Prawie 3000 ofiar w ten straszny wrześniowy poranek.”). |
| Thrice                                 | „Broken Lungs”                                            | The Alchemy Index Vols. III & IV (2008)   | |
| Thriving Ivory                         | „Angels on the Moon”                                      |                                           | |
| John Vanderslice                       | „Exodus Damage”                                           |                                           | |
| Velvet Revolver                        | „Messages”                                                |                                           | |
| Scott Walker                           | „Jesse”                                                   | The Drift (2006)                          | |
| Wheatus                                | „Hometown”                                                | TooSoonMonsoon (2005)                     | |
| Wilki                                  | „Przegrana generacja”                                     | 4 (2002)                                  | Tekst utworu zawiera słowa: „Co w Nowym Jorku, Panie Byrne / Co zmienił w ludziach czarny dzień / Jak można zniszczyć wolny świat dla wiary / Już dość, nie wierzysz jeśli niszczysz coś / Już dość, nie wierzysz jeśli czynisz zło” |
| Darryl Worley                          | „Have You Forgotten?”                                     |                                           | |
| Yellowcard                             | „Believe”                                                 | Ocean Avenue (2003)                       | |
| Yellowcard                             | „Words, Hands, Hearts”                                    | Lights and Sounds (2006)                  | |
| Neil Young                             | „Let's Roll”                                              |                                           | |
| Słoń                                   | „Berserk”                                                 | „Chore Melodie” (2009)                    | Tekst utworu zawiera słowa „Śpiewano o mnie już w pogańskich pieśniach / Pamiętaj o tym jak o WTC jedenastego września” |
| Green Day                              | „Wake Me Up When September Ends”                          |                                           | |
| Srpski Talibani                        | „Gori Njujork”                                            |                                           | Utwór pochodzący z Republiki Serbskiej o charakterze silnie antyamerykańskim. |